# Internazionali d'Italia 1998 - Qualificazioni doppio maschile
Le qualificazioni del doppio maschile dell'Internazionali d'Italia 1998 sono state un torneo di tennis preliminare per accedere alla fase finale della manifestazione. I vincitori dell'ultimo turno sono entrati di diritto nel tabellone principale. In caso di ritiro di uno o più giocatori aventi diritto a questi sono subentrati i lucky loser, ossia i giocatori che hanno perso nell'ultimo turno ma che avevano una classifica più alta rispetto agli altri partecipanti che avevano comunque perso nel turno finale.
Le qualificazioni del doppio del torneo Internazionali d'Italia 1998 prevedevano 8 coppie partecipanti di cui 2 sono entrate nel tabellone principale.

## Teste di serie
1. John-Laffnie de Jager /  Robbie Koenig (primo turno)
2. Massimo Ardinghi /  Vincenzo Santopadre (primo turno)

1. Arnaud Clément /  Jérôme Golmard (ultimo turno)
2. Julián Alonso /  Albert Portas (Qualificati)

## Qualificati
1. Julián Alonso  /   Albert Portas

1. Lleyton Hewitt  /   Dušan Vemić

## Tabellone

### Legenda
| - Q = Qualificato - WC = Wild card - LL = Lucky loser | - ALT = Alternate - SE = Special Exempt - PR = Protected Ranking | - w/o = Walkover - r = Ritirato - d = Squalificato |

### Sezione 1
|  | Primo turno | Primo turno                         | Primo turno                 | Primo turno | Primo turno |  |  | Ultimo turno | Ultimo turno                    | Ultimo turno | Ultimo turno | Ultimo turno |  |
|  |             |                                     |                             |             |             |  |  |              |                                 |              |              |              |  |
|  |             | Florian Allgauer Federico Luzzi     | 6                           | 7           | 6           |  |  |              |                                 |              |              |              |  |
|  | 1           | John-Laffnie de Jager Robbie Koenig | 7                           | 5           | 3           |  |  |              | Florian Allgauer Federico Luzzi | 6            | 6            | 4            |  |
|  | 4           | Julián Alonso Albert Portas         | Julián Alonso Albert Portas | 6           | 7           |  |  | 4            | Julián Alonso Albert Portas     | 3            | 7            | 6            |  |
|  |             | Mosè Navarra Davide Scala           | Mosè Navarra Davide Scala   | 2           | 5           |  |  |              |                                 |              |              |              |  |

### Sezione 2
|  | Primo turno | Primo turno                          | Primo turno                          | Primo turno | Primo turno |  |  | Ultimo turno | Ultimo turno                  | Ultimo turno                  | Ultimo turno | Ultimo turno |  |
|  |             |                                      |                                      |             |             |  |  |              |                               |                               |              |              |  |
|  |             | Lleyton Hewitt Dušan Vemić           | Lleyton Hewitt Dušan Vemić           | 7           | 6           |  |  |              |                               |                               |              |              |  |
|  | 2           | Massimo Ardinghi Vincenzo Santopadre | Massimo Ardinghi Vincenzo Santopadre | 6           | 4           |  |  |              | Lleyton Hewitt Dušan Vemić    | Lleyton Hewitt Dušan Vemić    | 6            | 6            |  |
|  | 3           | Arnaud Clément Jérôme Golmard        | 3                                    | 7           | 6           |  |  | 3            | Arnaud Clément Jérôme Golmard | Arnaud Clément Jérôme Golmard | 4            | 4            |  |
|  |             | Giorgio Galimberti Massimo Valeri    | 6                                    | 6           | 3           |  |  |              |                               |                               |              |              |  |